# Conflicto armado interno de Ecuador
El conflicto armado interno de Ecuador es un enfrentamiento armado de grupos criminales, ya sean todo tipo de organizaciones delictivas, cárteles o bandas y narcotraficantes, vacunadores, sicarios, contra el Estado ecuatoriano y todas sus instituciones y Fuerzas Armadas del orden público (Policía Nacional, Grupo GEMA, Grupo GOE y Grupo GIR, Ejército Ecuatoriano, Armada del Ecuador, Fuerzas Aéreas Ecuatorianas 'FAE') iniciado el 9 de enero de 2024.

## Antecedentes
En diciembre de 2023, una operación anticorrupción condujo a la detención de decenas de magistrados y policías, entre ellos el presidente del Consejo de la Judicatura, por sus vínculos con el crimen organizado. El Presidente de la Fiscalía admitió la existencia de una estructura criminal infiltrada en todos los niveles de gobierno y directamente vinculada al narcotráfico.
Las cárceles de Ecuador han caído bajo la influencia de las bandas debido a la corrupción del sistema penitenciario. Los líderes de las bandas encarcelados siguen dirigiendo sus organizaciones y ordenando asesinatos.
El domingo 7 de enero de 2024, durante un operativo policial en la Penitenciaría del Litoral, se confirmó la fuga de José Macias Villamar, alias «Fito», uno de los líderes del grupo delictivo Los Choneros. Tras dicha situación, se decretó un estado de emergencia desde el día lunes 8 de enero de 2024. Ese mismo día la población civil se vio sacudida por una serie de atentados que incluyeron ataques con explosivos en negocios y vehículos particulares, incluida una explosión cerca de la casa del presidente de la Corte Nacional de Justicia; y, en horas de la noche, los secuestros de cuatro agentes de policía: uno en Quito, capital del país, y tres en la ciudad de Quevedo.
Por otra parte, los agentes detuvieron a dos personas por posesión de explosivos y como sospechosos de al menos uno de los atentados ocurridos durante el día lunes.

## Causas
La tasa de homicidios en Ecuador pasó de 5 a 46 por cada 100.000 habitantes entre 2017 y 2023. Según el analista político Fernando Carrión, de la Facultad Latinoamericana de Ciencias Sociales, el punto de inflexión se produjo con la introducción de una política de austeridad en 2017. El aparato de seguridad se debilitó con la fusión de varios ministerios en uno solo, con un presupuesto reducido. El gasto en seguridad penitenciaria también se ha dividido por tres entre 2017 y 2021, mientras que la población reclusa aumenta.
Además, el deterioro de los indicadores sociales ha facilitado el reclutamiento de bandas. Mientras que la tasa de pobreza había caído del 35% al 21% entre 2007 y 2017, los efectos combinados de una reducción del gasto público a partir de 2017 y de la pandemia de Covid-19 han hecho que esta tasa vuelva a subir al 27% en 2023. Por último, el desempleo y la falta de becas de estudio hacen que un tercio de los jóvenes de entre 15 y 25 años, en su mayoría procedentes de entornos desfavorecidos, no estudien ni trabajen, lo que los hace vulnerables a la captación por parte de grupos delictivos.
Este conflicto escaló a niveles bélicos tras confirmarse la presunta fuga de dos líderes de organizaciones criminales, José Adolfo Macías, alias «Fito» y Fabricio Colón Pico, que aún siguen en paradero desconocido. Fabricio Colón Pico, líder de Los Lobos, se fugó de la cárcel, en Riobamba, en el centro andino del país, según confirmó el martes en un comunicado la Secretaría de Atención de Personas Privadas de la Libertad. En tanto, «Fito» es el líder de una de las principales bandas delictivas, conocida como Los Choneros.
Ambos líderes criminales aparecieron en un página conjunta de las fuerzas armadas 
y la policía ecuatorianas que ofrecen recompensas económicas por información que conduzca a su captura.

## Eventos

### Guayaquil

#### Toma de TC Televisión
El martes 9 de enero de 2024 a las 14:10 un grupo de delincuentes, fuertemente armados, entró al canal de televisión estatal TC Televisión y secuestraron momentáneamente a su personal operativo y periodistas. De un grupo de 13 sujetos armados que irrumpieron en el canal televisivo, seis se tomaron el estudio de noticias durante una transmisión en vivo, amedrentando a dichos personal operativo y periodistas con amenazas de muerte si no continuaban la transmisión. Esta situación ocasionó que el presidente de la República de Ecuador, Daniel Noboa, decretara un conflicto armado interno, al mismo tiempo que declaró a varios grupos de organizaciones delictivas con el estatus de terroristas. El grupo especial de la policía conocido como GOE, logró un rescate exitoso, capturando a los 13 secuestradores.

#### Ataques a hospitales

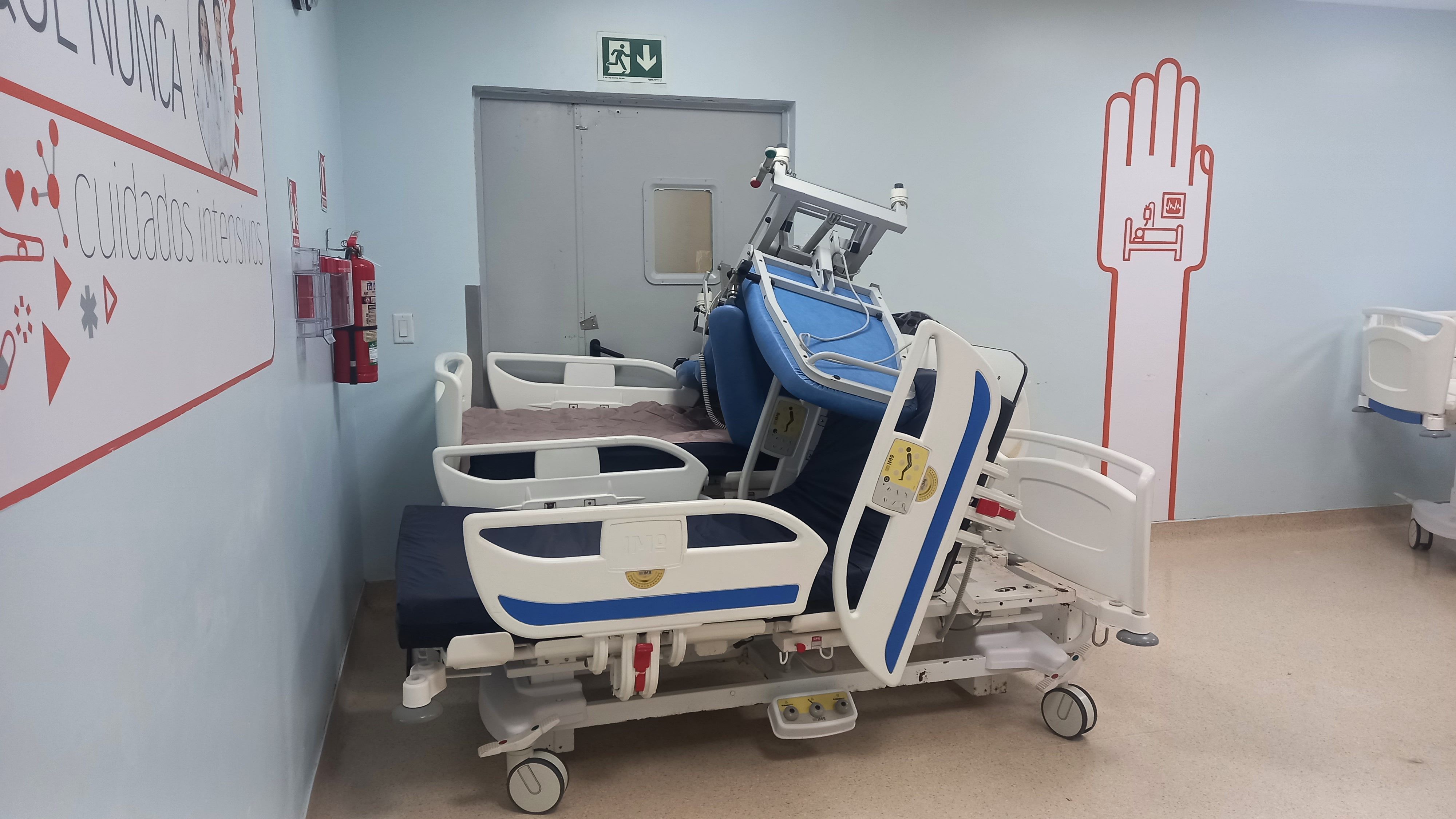
Barricada realizada por los salubristas en los hospitales atacados

Durante la jornada de ataques, varios hospitales de Guayaquil fueron objetivos de actos violentos. Entre los hospitales en los que se registraron incursiones armadas están el Hospital de Especialidades Teodoro Maldonado Carbo, el Hospital Luis Vernaza, el Hospital Guayaquil, Hospital del Niño Dr. Francisco de Icaza Bustamante y Hospital General del Norte de Guayaquil IESS Los Ceibos. Los métodos de asalto a los hospitales fueron desde robos al personal médico hasta disparos hacia las instalaciones médicas. 
Durante el ataque cercano al Hospital Ceibos, fue herido a letalidad de bala el artista Diego Gallardo, y también cayó herida una estudiante de secundaria.

#### Ataques a civiles
En las calles de varias ciudades ocurrieron ataques a civiles. En el Centro Comercial Albán Borja de Guayaquil, atacaron y asesinaron a dos guardias de seguridad e hirieron a una mujer. También en el mismo sector, una estudiante de secundaria resultó gravemente herida y trasladada al Hospital Ceibos. Muy cerca de ese punto de la ciudad fue atacado y asesinado un funcionario municipal. También en el sector de los Ceibos, resultó muerto por una bala perdida de los antisociales, el cantante Diego Gallardo.
En otros lugares, como la Universidad de Guayaquil; se observó a personas atrincherándose y corriendo ante un supuesto ataque, pero las autoridades del centro de estudios negaron que hubiera sido como consecuencia de una acción violenta. "Fue por la premura de los estudiantes por dirigirse a sus hogares, no porque hubiera ocurrido algún incidente dentro de los predios de nuestra institución”, según un comunicado.

### Esmeraldas
En la ciudad fronteriza de Esmeraldas, los delincuentes, cometieron atentados a vehículos particulares y buses de trasporte público. La forma de ataque fue con el uso de bombas molotov; una de estas bombas fue usada para atacar al portavoz de Narcóticos Anónimos de la provincia, quien falleció luego de varias horas debido a la quemaduras corporales. En repuesta a estas acciones de violencia, las instituciones de la ley realizaron varias detenciones y la captura de 12 delincuentes, bombas molotov sin usar, vehículos robados, y la recaptura de dos convictos y la muerte de un reo fugado de la cárcel de Esmeraldas.
Al siguiente día, el 10 de enero, los militares localizaron y bombardearon un refugio perteneciente a bandas narco delictivas.

### Quito
En Quito, a las 15:00, los funcionarios del Palacio de Carondelet, en el centro histórico, y otras instituciones del Estado, fueron evacuados por seguridad, mientras que todo tipo de negocios cerraron sus actividades comerciales. En la proximidad del Obelisco de la Vicentina fue depositado un artefacto explosivo, el cual fue desactivado. También se informó que el sistema de restricción vehicular denominado «pico y placa» fue suspendido hasta nuevo aviso En las carreteras se detonó coches con artefactos explosivos creando un caos en la ciudad. 

### Otras ciudades

#### Secuestro y ataques a policías
Cuatro policías fueron secuestrados, tres de ellos en la ciudad de Machala y uno en Quito. Ellos fueron capturados mientras estaban en sus puestos de trabajo.
En la ciudad de Nobol, fueron asesinados dos policías que cumplían con su trabajo en el estado de emergencia.
Los policías secuestrados en Machala fueron rescatados en la ciudad de Quevedo en horas de la noche del día martes, en el rescate fueron capturados 10 delincuentes. Mientras el policía secuestrado en Quito fue rescatado el día domingo 14 de enero.
El miércoles 10 de enero, bandas criminales realizaron un ataque con bombas en un Cuartel policial en Quito, mientras en Guayaquil el Ejército interceptó y capturó un grupo de terroristas que planificaban realizar un bombardeo simultáneo de un Cuartel policial en el Suburbio de Guayaquil.
El sábado 13 de enero fueron liberados en Pasaje dos policías que fueron secuestrados por grupo terroristas, mientras se encontraban en su Cuartel.

#### Asesinatos de guías penitenciarios
En las cárceles de cinco provincias —Turi (Azuay), Cañar, Napo, Ambato (Tungurahua) y Latacunga (Cotopaxi)—, los reos pertenecientes a bandas criminales capturaron y secuestraron a los guías penitenciarios. A través de las redes sociales, los presos de las cárceles difundieron videos en los cuales asesinaron a dos guías penitenciarios, solicitando un diálogo directo con el presidente de la República, mientras amenazaban con seguir matando a más guías.
El sábado 13 de enero, los reos de la cárcel de Esmeraldas dejaron en libertad a 11 guías penitenciarios que mantenían secuestrados. Mientras tanto, en la cárcel de Machala, asesinaron y arrojaron al techo de las instalaciones carcelarias, el cuerpo sin vida de un guía penitenciario. El domingo 14 de enero la presidencia de la República comunicó que todos los guías penitenciarios sobrevivientes fueron liberados.

#### Ataque a civiles
En Cuenca y en Azogues los terroristas atacaron e incineraron un vehículo y camión que transportaba vehículos a una concesionaria.
En Orellana atacaron una discoteca en donde resultaron fallecidos tres personas.
A nivel nacional ha habido múltiples secuestros de civiles, con el objetivo de extorsionar o pedir dinero por su liberación, varios de ellos han sido rescatados por las fuerzas del orden.
El 24 de marzo, la alcaldesa de San Vicente, Brigitte García, del Movimiento Revolución Ciudadana, fue asesinada junto con su pareja. Era enfermera de profesión de 27 años. Es la tercera regidora víctima del crimen organizado en un año Apenas cinco días más tarde, cinco cuerpos más son hallados sin vida en Puerto López en la misma provincia. Estos y otros crímenes más. Todas estas tragedias se dieron en plena Semana Santa, lo cual, fue un factor determinante para que ciertos rituales casi fuesen suspendidos y que contasen con un número de fieles menor al esperado en el primer año oficial de postpandemia.

## Consecuencias
El presidente de la República, Daniel Noboa, declaró en un decreto la existencia de un «conflicto armado interno» en el país y ordenó a las Fuerzas Armadas ejecutar operaciones militares para neutralizar a estos grupos, a los cuales identificó como grupos del crimen organizado trasnacional como «organizaciones terroristas y actores no estatales beligerantes». Las organizaciones criminales mencionadas en el decreto son:
- Águilas
- ÁguilasKiller
- Ak47
- Caballeros Oscuros
- Los Chone Killers
- Covicheros
- Cuartel de las Feas
- Cubanos
- Fatales
- Gánster
- Kater Piler
- Lagartos
- Latin Kings
- Los Lobos
- Los Choneros
- Los p.27
- Los Tiburones
- Mafia 18
- Mafia Trébol
- Patrones
- R7
- Tiguerones

### Detenidos
Para el 18 de febrero de 2024 el gobierno anunció más de 8600 detenidos, de los que 241 fueron acusados de «terrorismo».
El 4 de marzo de 2024, doce magistrados y políticos fueron detenidos por sus presuntos vínculos con el narcotráfico. En el domicilio del exdiputado Pablo Muentes, miembro del Partido Social Cristiano (PSC), se descubrieron dos armas de fuego, relojes de lujo, joyas y miles de dólares en efectivo.

### Deportación de presos extranjeros
El presidente del Ecuador, anuncio como parte de la estrategia de seguridad, la deportación de aproximadamente 1 500 presos extranjeros que se encuentran en las diferentes cárceles del país. Entre los que se encuentran peruanos, venezolanos y mayoritariamente colombianos.

### Sistema de educación
El Ministerio de Educación de Ecuador ordenó la suspensión de clases presenciales en todo el país el 9 de enero del 2024 hasta el 12 de enero posteriormente ordenaron la realización de actividades de manera telemática hasta el 19 de enero hubo varias infiltraciones en las clases telemáticas.

### Comercios
Los mercados de la Red Municipal de Guayaquil cerraron de manera anticipada para salvaguardar la seguridad tanto de los comerciantes como de los vendedores de estos centros de abastos. En Quito y Los Valles cerraron temprano sus comercios para evitar saqueos y situaciones peligrosas.

### Transporte nacional e internacional
El Metro de Quito se halla en operaciones, pero mantiene solamente un acceso abierto en cada estación. La estación San Francisco estuvo cerrada cerca de las 17:20 debido a los disturbios en el centro histórico. Con el anuncio del presidente Noboa, la red del metro estará operativa sólo hasta las 22:00.
Desde el Aeropuerto Internacional Mariscal Sucre de Quito se ha informado que, aunque las operaciones se mantienen abiertas, se han aumentado las medidas de seguridad.

## Reacciones

### Nacionales
Organizaciones civiles, políticas y religiosas, como la Confederación de Nacionalidades Indígenas del Ecuador y la Conferencia Episcopal Ecuatoriana, han realizado llamados a la «unidad nacional» que permita superar la «situación de violencia sin precedentes provocada por el crimen organizado, el Gobierno nacional debe actuar con el marco legal vigente», enfatizando en que el Estado no debe usar esta crisis «como excusa para aprobar leyes o políticas antipopulares que afecten a la mayoría de la población».
Líderes políticos, como el expresidente Rafael Correa y la vicepresidenta de la República Verónica Abad, han mostrado su apoyo a la decisión del presidente de Ecuador Daniel Noboa de declarar en un decreto la existencia de un «conflicto armado interno» en el país y ordenar a las Fuerzas Armadas de Ecuador ejecutar acciones, llamando a la unidad nacional.
La Corte Constitucional del Ecuador ha planteado en repetidas ocasiones que el gobierno de Daniel Noboa no ha justificado apropiadamente la declaración de conflicto interno, lo que ha provocado tensiones entre el sistema judicial y el ejecutivo ecuatoriano.En marzo de 2025, la Corte dictaminó que era necesario el establecimiento de Comisión Interinstitucional que de un apropiado seguimiento a la gestión del conflicto por parte del gobierno y que justifique las constantes declaraciones de Estado de excepción.

### Internacionales
Las reacciones oficiales de diversos países del continente y de Europa, demuestran su preocupación y solidaridad con el pueblo ecuatoriano. En especial los de los países limítrofes del norte y sur, quienes respectivamente han comenzado a realizar acciones que atenúen la escalada de violencia tanto dentro como fuera de sus fronteras.
- Colombia: La Cancillería indicó mediante un comunicado de prensa su respaldo a la institucionalidad democrática y al estado de derecho del vecino país. Solidarizan con los afectados y se desea el restablecimiento del orden público; también se muestran colaboradores al consentir el recibimiento de los presos colombianos que el estado de Ecuador tiene planeado deportar a su país de origen.[60] El gobierno de Colombia movilizó a su ejército hacia la frontera con el fin de evitar el paso de prófugos y criminales hacia su territorio.[61]
- Perú: El gobierno del Perú expresó su respaldo mediante un comunicado oficial, en el cual «condena enérgicamente los actos de violencia ocurridos hoy en el Ecuador, que vulneran los derechos fundamentales de los ecuatorianos y atentan contra la seguridad de ese hermano país».[62] Anunció además que se ha ordenado declarar en emergencia toda la frontera norte del país, la que limita con Ecuador, por lo que reforzará policialmente la zona ante el aumento de la violencia en el país vecino.[63] Una parte de los fusiles de asalto y granadas utilizadas por los terroristas tienen sellos de las Fuerzas Armadas de Perú, manufacturados en la Fábrica de Armas y Municiones del Ejército peruano (FAME). El 52% de los explosivos incautados en todo Ecuador se fabrican en Perú.[64][65]

Otros gobiernos de Sudamérica, como Brasil, Argentina, Uruguay, Chile, Bolivia y Paraguay, también han expresado sus deseos de paz y llamados a seguir las instrucciones de las autoridades locales, así como a regionalizar el combate al narcotráfico y prestar ayuda militar en caso de ser necesario.
Los países de América del Norte, como México y Estados Unidos, también se mostraron preocupados por la violencia y los secuestros y se mostraron listos para brindar asistencia.
En Europa, el presidente español Pedro Sánchez, al inaugurar la VIII Conferencia de Embajadores, expresó el respaldo del Estado español a la institucionalidad democrática de Ecuador.

## Denuncias
Diferentes segmentos de la sociedad ecuatoriana, encabezados por la academia local, han cuesitionado la declaración de conflicto armado interno debido a su falta de justificación técnica.La falta de regulación y la forma en la que se han implementado las medidas de seguridad han levantado denuncias de violación de Derechos humanos a civiles inocentes, por parte de organizaciones locales e internacionales de la sociedad civilcomo la Alianza por los Derechos Humanos de Ecuador y Human Rights Watch.
A mediados de 2024, el Comité Contra la Tortura de Organización de las Naciones Unidas advirtió su preocupación por las denuncias sobre la gestión de la crisis y el trato a los detenidos por parte de las fuerzas de seguridad ecuatorianas.
En 2025, el Comité Permanente por la Defensa de los Derechos Humanos emitió un informe por los potenciales casos de 27 personas víctimas de Desaparición forzada por parte de fuerzas del Estado.